# 錫爾冰川
79°53′S 81°50′W / 79.883°S 81.833°W
錫爾冰川（英語：Seal Glacier），是南極洲的冰川，位於埃爾斯沃思地，屬於赫里蒂奇嶺中企業山的一部分，美國地質調查局根據測量和該國海軍的空中照片繪入地圖，現時由南極條約體系管理。